# Produce 48
Produce 48 (프로듀스 48?, Peurodyuseu 48LR) è un reality show coreano, terza edizione di Produce 101, trasmesso su Mnet dal 15 giugno al 31 agosto 2018.
L'edizione ha visto la partecipazione di 96 concorrenti, 39 delle quali appartenenti al gruppo giapponese delle AKB48, che ha co-prodotto il programma. Le 12 vincitrici (Jang Won-young, Sakura Miyawaki, Jo Yu-ri, Choi Ye-na, Ahn Yu-jin, Nako Yabuki, Kwon Eun-bi, Kang Hye-won, Hitomi Honda, Kim Chae-won, Kim Min-ju e Lee Chae-yeon) hanno formato il gruppo Iz*One e sono state scelte, senza vincoli di nazionalità, soltanto dal pubblico sudcoreano.
Nel corso dell'indagine sulla manipolazione dei voti di alcuni talent trasmessi dal canale Mnet, il 14 novembre 2019 il produttore Ahn Joon-young ha ammesso di aver truccato i risultati ed è stato arrestato con l'accusa di corruzione e frode.

## Produzione
Il concept di Produce 48 fu rivelato ai Mnet Asian Music Awards in Giappone il 29 novembre 2017, in seguito ad un'esibizione congiunta di AKB48, Weki Meki, Kim Chung-ha, Pristin, Fromis 9 e concorrenti di Idol School. Il primo spot promozionale fu trasmesso l'11 aprile 2018, giorno di inizio delle riprese.
Per preparare le ragazze, furono riuniti diversi artisti. I cantanti Lee Hong-ki e Soyou si occuparono delle lezioni di canto, la rapper Cheetah del rap, mentre Bae Yoon-jung, Choi Young-joon e May J Lee del ballo. Lee Seung-gi sostituì BoA nel ruolo di presentatore del programma, mentore delle concorrenti e rappresentante dei telespettatori; la cantante Yoon Bo-ra fece da presentatrice speciale durante gli episodi 6 e 7.
Il 22 aprile, le concorrenti registrarono la sigla, Nekkoya (Pick Me), con la quale si esibirono per la prima volta durante l'episodio 570 di M Countdown del 10 maggio, con Sakura Miyawaki delle HKT48 come center. Il pomeriggio del 15 giugno, qualche ora prima della messa in onda del primo episodio, venne trasmesso un prologo di 50 minuti durante il quale Lee Seok-hoon, insegnante di canto dell'edizione precedente, e tre ex-concorrenti (Yoo Seon-ho, Jeong Se-woon e Kenta Takada) commentarono la prima esibizione e alcuni video inediti delle prime audizioni per il programma.

## Episodi

### Episodio 1 (15 giugno 2018)
In ordine di agenzia, le concorrenti vengono fatte entrare nello studio, dove 96 posti a sedere sono stati organizzati in una piramide. Ognuna sceglie una sedia, ed è Park Seo-young, non appartenente a nessuna agenzia, ad accomodarsi sulla numero 1 in cima alla piramide. Dopodiché entrano Jeon So-mi e Kang Daniel, primi classificati delle precedenti edizioni, che spiegano le regole della competizione, oltre a rivelare che Han Sung-soo e Yasushi Akimoto saranno coinvolti nella produzione dell'album del gruppo vincitore, il quale sarà composto da 12 membri invece che 11 come negli anni passati. Poi, divise per agenzia o per gruppo, le partecipanti si esibiscono davanti agli insegnanti in una performance preparata in anticipo, grazie alla quale ciascuna viene giudicata in base a capacità e talento e riceve un voto da A, il più alto, a F, il più basso, escludendo la lettera E. Divise per lettera, le concorrenti formano delle classi temporanee con cui svolgere gli allenamenti. Alla fine dell'episodio viene mostrata la classifica popolare, con Sakura Miyawaki delle HKT48 al primo posto.

### Episodio 2 (22 giugno 2018)
Le valutazioni terminano, e Soyou annuncia alle concorrenti che si esibiranno alla trasmissione M Countdown con una canzone sia in coreano che in giapponese, Nekkoya (Pick Me), che devono imparare in entrambe le versioni nei giorni successivi insieme alla coreografia. La distribuzione delle parti e la partecipazione globale alla performance saranno stabilite dalla classe nella quale sono entrate, con le A che canteranno la maggior parte del brano e le F che faranno solo da ballerine sullo sfondo. Dopo tre giorni di pratica, le concorrenti vengono rivalutate visionando l'esecuzione di Nekkoya (Pick Me) e sono destinate alla classe definitiva. Ciascuna riceve dai mentori una scheda recante il nuovo voto, poi lo staff chiede alle ragazze di spostarsi nelle nuove aule. L'episodio termina con un'appartenente al gruppo A che viene sorprendentemente declassata al gruppo F.

### Episodio 3 (29 giugno 2018)
Le ragazze si spostano nei nuovi gruppi dopo essere state rivalutate, e a spostarsi dalla A alla F è Jo Yu-ri della Stone Music Entertainment, mentre Nako Yabuki delle HKT48 si trasferisce dalla F alla A. Le ragazze iniziano a provare Nekkoya (Pick Me), e alle appartenenti alla classe A viene data l'occasione di sfidarsi per la posizione di center mostrando un'esibizione di un minuto alle compagne. La scelta finale cade su Sakura Miyawaki delle HKT48. Dopo la performance a M Countdown, le concorrenti incontrano il presentatore Lee Seung-gi, il quale illustra la prova successiva, dopo la quale verranno eliminate coloro che si trovano dalla posizione 59 in giù nella classifica popolare. La missione prevede un'esibizione a gruppi al cospetto di un pubblico, eseguendo il brano di un gruppo femminile. Essendo la center di Nekkoya (Pick Me), Sakura Miyawaki sceglie per prima le componenti della propria squadra (massimo sei), mentre le altre quindici capigruppo vengono stabilite estraendo a sorte dei bussolotti. Le capigruppo competono poi in una gara di corsa per l'assegnazione delle canzoni, ma soltanto le prime otto arrivate ricevono il brano prescelto e possono scegliere una squadra da sfidare. Ogni brano viene così eseguito dal vivo da due gruppi e ciascun membro viene valutato singolarmente dal pubblico presente; i voti di ognuna vengono poi sommati per determinare il punteggio totale del gruppo e la squadra vincitrice tra le due. Le componenti delle squadre vincenti riceveranno 1 000 punti in più a testa. Il punteggio totale di ogni ragazza, valido per la compilazione della classifica definitiva, verrà determinato sommando in seguito i voti pervenuti tramite Internet.
In questo episodio vengono mostrate le prove e le esibizioni dei seguenti gruppi:
- Love Whisper delle GFriend

Squadra 1: Son Eun-chae (leader, controcanto), Tomu Mutou (controcanto), Serika Nagano (controcanto), Noe Yamada (controcanto), Wang Ke (voce principale), Manami Ichikawa (center, controcanto)
Squadra 2: Kang Da-min (center, controcanto), Nako Yabuki (voce principale), Yoon Eun-bin (controcanto), Kim Na-young (leader, controcanto), Sae Kurihara (controcanto), Misaki Aramaki (controcanto)
Vincitore: Squadra 2
L'esibizione della prima squadra di Peek-a-Boo delle Red Velvet viene trasmessa soltanto a metà, interrompendola con Jang Gyu-ri che sbaglia un acuto; si assiste anche in parte alla preparazione della seconda squadra di Very Very Very delle I.O.I, che viene mostrata molto in difficoltà a causa di Sakura Miyawaki. Durante la sigla appare la classifica popolare aggiornata a prima dell'inizio della sfida.

### Episodio 4 (6 luglio 2018)
Salgono sul palco uno dopo l'altro i quattordici gruppi restanti, così composti:
- Peek-a-Boo delle Red Velvet

Squadra 1: Alex Christine (controcanto), Jurina Matsui (controcanto), Wang Yi-ren (center, controcanto), Lee Ka-eun (controcanto), Bae Eun-yeong (leader, controcanto), Jang Gyu-ri (voce principale)
Squadra 2: Hong Ye-ji (voce principale), Kim Da-hye (controcanto), Kim Yu-bin (leader, center, controcanto), Lee Yu-jeong (controcanto), Miyu Shitao (controcanto), Yuuka Katou (controcanto)
Vincitore: Squadra 2
- Short Hair delle AOA

Squadra 1: Kim Si-hyeon (leader, controcanto), Jo Yu-ri (voce principale), Juri Takahashi (center, controcanto), Mako Kojima (controcanto), Yu Min-young (rapper), Kim Min-seo (rapper).
Squadra 2: Lee Si-an (leader, voce principale), Rena Hasegawa (controcanto), Natsumi Matsuoka (controcanto), Ahn Ye-won (rapper), Mina Imada (center, rapper)
Vincitore: Squadra 1
- Mamma Mia delle Kara

Squadra 1: Park Min-ji (voce principale), Park Ji-eun (controcanto), Chiyori Nakanishi (controcanto), Sae Murase (controcanto), Kim Hyun-ah (leader, center, controcanto)
Squadra 2: Miho Miyazaki (leader, controcanto), Choi So-eun (center, controcanto), Cho Sa-rang (voce principale), Shin Su-hyun (controcanto), Bibian Murakawa (controcanto), Ayana Shinozaki (controcanto)
Vincitore: Squadra 1
- High Tension delle AKB48

Squadra 1: Yoon Hae-sol (voce principale), Kim Da-yeon (controcanto), Saho Iwatate (center, controcanto), Cho Yeong-in (leader, controcanto), Ikumi Nakano (rapper), Shinobu Mogi (rapper)
Squadra 2: Miyu Takeuchi (leader, voce principale), Erina Oda (controcanto), Huh Yun-jin (center, controcanto), Cho Ah-yeong (rapper), Kim Su-yun (rapper)
Vincitore: Squadra 2
- Boombayah delle Blackpink

Squadra 1: Lee Chae-jeong (leader, rapper principale), Ko Yu-jin (rapper), Park Chan-ju (center, rapper), Won Seo-yeon (canto), Kim So-hee (canto)
Squadra 2: Kang Hye-won (rapper principale), Erii Chiba (rapper), Manami Sato (rapper), Han Cho-won (leader, center, voce), Nanami Asai (voce), Yuuka Asai (voce)
Vincitore: Squadra 2
- Like OOH-AHH (Japanese ver.) delle Twice

Squadra 1: Park Hae-yoon (leader, voce principale), Kim Chae-won (controcanto), Moe Goto (controcanto), Lee Seung-hyeon (center, controcanto), Kim Do-ah (rapper), Hwang So-yeon (rapper)
Squadra 2: Lee Ha-eun (voce principale), Cho Ka-hyeon (controcanto), Kokoro Naiki (controcanto), Park Seo-young (leader, center, controcanto), Park Jinny (rapper), Choi Yeon-soo (rapper)
Vincitore: Squadra 1
- Very Very Very delle I.O.I

Squadra 1: Choi Ye-na (voce principale), Na Go-eun (leader, controcanto), Miru Shiroma (controcanto), Hitomi Honda (controcanto), Jang Won-young (center, rapper), Ahn Yu-jin (rapper)
Squadra 2: Lee Chae-yeon (voce principale), Kwon Eun-bi (leader, controcanto), Sakura Miyawaki (controcanto), Aoi Motomura (controcanto), Kim Min-ju (rapper), Kim Cho-yeon (center, rapper)
Vincitore: Squadra 1
Dopo l'ultima esibizione, alle ragazze viene mostrata la classifica individuale basata solamente sui voti ricevuti dalla platea, sommati ai 1 000 punti aggiuntivi per le concorrenti delle squadre vincitrici. Nako Yabuki delle HKT48 ottiene il primo posto.

### Episodio 5 (13 luglio 2018)
Prima dell'inizio delle eliminazioni, Lee Seung-gi offre alcuni consigli alle concorrenti e vengono mostrati dei filmati inediti, quali una serie di esercizi ginnici, una candid camera e una dance battle presentata da Jeon So-mi e Kim Chung-ha delle I.O.I, la quale viene vinta da Moe Goto delle AKB48. In seguito, le 92 partecipanti scelgono la più bella tra di loro, che risulta essere Wang Yi-ren. Lee Seung-gi passa poi ad annunciare la classifica dalla posizione 57 alla 1 (con in testa Lee Ka-eun della Pledis Entertainment), terminando con l'ultima concorrente a salvarsi, la numero 58, ovverosia Minami Sato delle AKB48. Le ragazze classificatesi alle posizioni dalla 59 alla 92 vengono eliminate dalla gara.

### Episodio 6 (20 luglio 2018)
Soyou annuncia alle concorrenti la nuova sfida: dovranno esibirsi a gruppi in una canzone appartenente a una delle due categorie previste, ovvero canto e ballo. Ci sono cinque brani per la categoria vocale da ri-arrangiare e a cui riscrivere il rap, e quattro per quella di ballo da ri-coreografare. Ogni canzone ha un limite massimo di membri, raggiunti i quali non può più essere scelta. Le concorrenti iniziano a distribuirsi in base a cosa vogliono fare seguendo l'ordine stabilito dalla classifica, con le prime 12 che decidono per ultime. Esse hanno però il privilegio di poter scegliere un gruppo già chiuso, sostituendo la concorrente con la posizione più bassa, che viene assegnata ad una delle due canzoni misteriose possibili, appartenenti una alla categoria vocale e l'altra a quella di ballo. Soyou annuncia anche che la concorrente vincente per ogni categoria riceverà 100 000 punti extra, la vincitrice di ogni squadra 5 000, e che alla prova seguirà un'eliminazione che ridurrà il numero di aspiranti a 30.
In questo episodio si esibiscono i seguenti gruppi, presentati da Bora:
- Energetic dei Wanna One (canto e rap): Jo Yu-ri, Kim Si-hyeon, Na Go-eun, Nanami Asai, Noe Yamada
- Don't Know You di Heize (canto e rap): Park Min-ji, Han Cho-won, Kang Hye-won, Yu Min-young
- Side to Side (Remix) di Ariana Grande (ballo): Lee Si-an, Lee Ka-eun, Jang Won-young, Wang Yi-ren, Miru Shiroma
- Merry Chri (Japanese Ver.) di BoA (canto e rap): Park Hae-yoon, Kim Na-young, Kim So-hee, Yoon Hae-sol, Misaki Aramaki, Minami Satou
- Sorry Not Sorry (Freedo Remix) di Demi Lovato (ballo): Kwon Eun-bi, Ahn Yu-jin, Choi Ye-na, Lee Chae-yeon, Ko Yu-jin

Al termine dell'episodio, viene mostrata la classifica generale provvisoria con i punteggi derivanti dalle sole votazioni online, ma senza i nomi delle concorrenti, a parte quelle alle posizioni numero 10 (Huh Yun-jin), 11 (Hitomi Honda), 12 (Wang Yi-ren) e 30 (Park Hae-yoon). Nako Yabuki delle HKT48 e Jang Won-young della Starship Entertainment si contendono invece il primo posto.

### Episodio 7 (27 luglio 2018)
Si concludono le esibizioni con le performance dei gruppi rimanenti:
- Into the New World delle Girls' Generation (canto e rap): Huh Yun-jin, Moe Goto, Nako Yabuki, Erii Chiba, Kim Chae-won
- HandClap dei Fitz and The Tantrums (ballo): Aoi Motomura, Mako Kojima, Tomu Mutou, Sae Murase, Kim Cho-yeon, Kim Min-seo
- The Truth Untold dei BTS (canto e rap): Jang Gyu-ri, Miyu Takeuchi, Miho Miyazaki, Saho Iwatate
- Instruction di Jax Jones (ballo): Son Eun-chae, Kim Hyun-ah, Kim Su-yun, Lee Ha-eun, Chiyori Nakanishi, Wang Ke
- Touch (Muffin Remix) delle Little Mix (ballo): Miu Shitao, Hitomi Honda, Kim Min-ju, Bae Eun-young, Lee Yu-jeong
- Ddu-Du Ddu-Du delle Blackpink (canto e rap): Kim Do-ah, Park Seo-young, Juri Takahashi, Sakura Miyawaki, Bibian Murakawa, Cho Ka-hyeon

Al termine, alle concorrenti viene mostrata la classifica che si è venuta a creare. Han Cho-won della Cube Entertainment e Sae Murase delle NMB48 emergono vincitrici nelle categorie, rispettivamente, di canto e ballo, aggiudicandosi il bonus di 100 000 punti.

### Episodio 8 (3 agosto 2018)
Cheetah annuncia la nuova prova che precederà il terzo giro di eliminazioni; siccome il secondo giro di eliminazioni non è ancora avvenuto, ciò significa che tutte e 57 le concorrenti dovranno iniziare ad esercitarsi, ma non tutte riusciranno ad esibirsi. Alle partecipanti vengono presentate sei nuove canzoni di generi diversi, e la squadra vincitrice riceverà 130 000 voti in più. Ogni gruppo potrà essere composto al massimo da 5 membri (ad eliminazioni già concluse) e il benefit verrà spartito assegnando 50 000 punti alla più votata della squadra e 20 000 a ciascuna delle altre. La composizione delle squadre è stata decisa tramite un sondaggio online nelle settimane precedenti. Dopo aver preparato le esibizioni, le concorrenti vengono convocate per la seconda eliminazione: vengono rivelate innanzitutto le posizioni dalla 29 alla 1, con Jang Won-young della Starship Entertainment in vetta, poi l'ultima a salvarsi, la numero 30, che risulta essere Miyu Takeuchi delle AKB48.

### Episodio 9 (10 agosto 2018)
In seguito alle eliminazioni, le squadre vengono riorganizzate, espellendo i membri di troppo dai gruppi con più di cinque persone e ricollocandoli in quelli sprovvisti di membri. La squadra di "1000%", in particolare, si ritrova a dover reclutare quattro membri, siccome, di tutte le componenti originali del team, soltanto Miho Miyazaki delle AKB48 è sopravvissuta alle eliminazioni. Le ragazze riprendono le esercitazioni, riassegnando le parti, incontrando i produttori e i coreografi, ed esibendosi davanti a loro.

### Episodio 10 (17 agosto 2018)
Il giorno dell'esibizione, le squadre si presentano sul palco così formate:
- 1000% (contemporary girls pop, di OREO): Lee Chae-yeon, Miu Shitao, Kim Min-ju, Miho Miyazaki, Moe Goto
- I Wish (new jack swing, di Mask Rider): Jang Gyu-ri, Nako Yabuki, Kim Chae-won, Jo Yu-ri, Na Go-eun
- I Am (R&B e hip hop, di Full8loom): Lee Ka-eun, Juri Takahashi, Ahn Yu-jin, Huh Yun-jin, Choi Ye-na
- Rollin' Rollin' (tropical pop dance, di Wonderkid e Shin Kung): Kim Na-young, Hitomi Honda, Jang Won-young, Miru Shiroma, Kim Do-ah
- Rumor (moombahton e trap, di EDEN): Kwon Eun-bi, Sae Murase, Kim Si-hyeon, Lee Si-an, Han Cho-won
- Let's Meet Again (pop dance, di Lee Dae-hwi dei Wanna One): Park Hae-yoon, Sakura Miyawaki, Wang Yi-ren, Miyu Takeuchi, Kang Hye-won

La squadra di Rollin' Rollin' riceve il maggior numero di voti, aggiudicandosi il bonus. Miru Shiroma, la più votata della squadra, riceve 50 000 punti in più, mentre le altre 20 000 a testa. Al termine dell'episodio, viene mostrata la classifica generale provvisoria, ma senza i nomi delle concorrenti, a parte quella alla posizione numero 13, Hitomi Honda delle AKB48.

### Episodio 11 (24 agosto 2018)
Prima delle eliminazioni vengono mostrati video precedenti delle concorrenti, mentre ricevono consigli psicologici da Bora, seguono delle lezioni di trucco e svolgono dei giochi di gruppo presentati da Lee Si-an, Chiyori Nakanishi e Wang Ke, con la squadra di "Let's Meet Again" che emerge vincitrice e ottiene, come premio, che tutti i team possano esibirsi a M Countdown. Le ragazze devono anche scegliere la partecipante per cui voterebbero: Choi Ye-na della Yuehua Entertainment prende il primo posto, mentre Lee Ka-eun, Kwon Eun-bi, Kim Min-ju, Kim Na-young, Jo Yu-ri e Hitomi Honda le successive. Alle eliminazioni, Lee Seung-gi rivela che solo in 20 passeranno all'ultima prova. Sakura Miyawaki delle HKB48 e Miho Miyazaki delle AKB48 si contendono il primo posto, con Sakura che passa infine in testa. Vengono poi convocate le due concorrenti in lizza per il 20º posto, Kim Na-young della Banana Culture Entertainment e Park Hae-yoon della FNC Entertainment, che scampa all'eliminazione. In seguito, Cheetah e Soyou annunciano l'ultima prova, la valutazione sulla canzone di debutto. Vengono presentati due brani, "We Together" (in coreano, prodotta da Han Sung-soo) e "I'm Falling In Love?" (prodotta da Yasushi Akimoto), che verranno eseguite in diretta il 31 agosto. Le concorrenti verranno divise in due squadre da 10; le parti disponibili sono una voce principale e nove controcanti a canzone, mentre ognuna avrà l'opportunità di diventare la center del proprio brano. Le ragazze scelgono le loro posizioni iniziando dal fondo della classifica, e le meglio classificate hanno il vantaggio di spostare in un'altra posizione chi ha già occupato quella che vogliono. Confermate le posizioni per ciascun gruppo, iniziano gli allenamenti con le prove di canto.

### Episodio 12 (31 agosto 2018)
Viene trasmesso un video che ripercorre l'esperienza delle ragazze a Produce 48 dalle audizioni, passando per i ricordi d'infanzia, poi lo spettatore viene informato che potrà votare tramite SMS inviando il codice di una sola delle concorrenti; il suo voto varrà per sette e verrà poi sommato a quelli ricevuti online. Durante la serata, viene mostrato chi siano le concorrenti classificate da undicesima a quattordicesima in quel momento (senza precisare chi sia in una determinata posizione) per incentivare il voto. Le ultime concorrenti, insieme a quelle eliminate, si esibiscono con Nekkoya (Pick Me), poi Lee Seung-gi svela che il nome del gruppo sarà Iz*One (아이즈원?, A-ijeu-wonLR). Dopo aver mostrato altro footage relativo alla loro preparazione, si passa alle esibizioni, cominciando dal gruppo di "We Together" (composto da Jang Won-young, Miyu Takeuchi, Hitomi Honda, Jo Yu-ri, Lee Chae-yeon, Park Hae-yoon, Nako Yabuki, Miho Miyazaki e Ahn Yu-jin) con Lee Chae-yeon come center, seguito dal gruppo di "I'm Falling in Love?" (composto da Sakura Miyawaki, Miu Shitao, Kim Chae-won, Kang Hye-won, Miru Shiroma, Choi Ye-na, Juri Takahashi, Han Cho-won, Kwon Eun-bi e Lee Ka-eun) con Choi Ye-na come center. Viene poi trasmesso un filmato registrato in precedenza, dove le ragazze ringraziano gli istruttori e partecipano ad un guerrilla concert in Giappone; inoltre registrano in studio una canzone speciale, "While Dreaming", che viene anche eseguita live sul palco.
Le votazioni giungono al termine, viene trasmesso un ultimo video in cui le ragazze guardano insieme i nastri delle audizioni e rileggono le lettere che si erano scritte cento giorni prima, poi inizia l'annuncio della classifica: Kim Min-ju, Kim Chae-won, Hitomi Honda, Kang Hye-won, Kwon Eun-bi, Nako Yabuki, Ahn Yu-jin, Choi Ye-na e Jo Yu-ri si classificano rispettivamente dalla undicesima posizione alla terza. Sakura Miyawaki e Jang Won-young sono in lizza per il primo posto; esso viene occupato da Jang Won-young, che rappresenterà così la center delle Iz*One. Lee Chae-yeon viene annunciata come dodicesimo ed ultimo membro del gruppo.

## Tabella delle classifiche
Legenda
- Concorrente nella top 12
- Concorrente eliminata
- Concorrente ritirata

| Concorrente                                        | Agenzia/gruppo   | Episodi | Episodi | Episodi | Episodi | Episodi | Episodi | Episodi | Episodi |
| Concorrente                                        | Agenzia/gruppo   | 1       | 2       | 3       | 4-5     | 6-8     | 9       | 10-11   | 12      |
| -------------------------------------------------- | ---------------- | ------- | ------- | ------- | ------- | ------- | ------- | ------- | ------- |
| Jang Won-young (장원영?)                           | Starship         | 3       | 4       | 4       | 3       | 1       | 8       | 7       | 1       |
| Sakura Miyawaki (宮脇咲良?) (미야와키 사쿠라?)     | HKT48            | 1       | 5       | 3       | 4       | 7       | 2       | 1       | 2       |
| Jo Yu-ri (조유리?)                                 | Stone Music      | 10      | 19      | 18      | 19      | 10      | 16      | 18      | 3       |
| Choi Ye-na (최예나?)                               | Yuehua           | 7       | 6       | 7       | 9       | 16      | 19      | 16      | 4       |
| Ahn Yu-jin (안유진?)                               | Starship         | 2       | 2       | 2       | 2       | 4       | 10      | 14      | 5       |
| Nako Yabuki (矢吹奈子?) (야부키 나코?)             | HKT48            | 14      | 27      | 16      | 7       | 2       | 7       | 9       | 6       |
| Kwon Eun-bi (권은비?)                              | Woollim          | 25      | 3       | 5       | 5       | 5       | 11      | 12      | 7       |
| Kang Hye-won (강혜원?)                             | 8D               | 38      | 40      | 41      | 25      | 3       | 3       | 4       | 8       |
| Hitomi Honda (本田仁美?) (혼다 히토미?)            | AKB48            | 30      | 47      | 22      | 12      | 12      | 9       | 11      | 9       |
| Kim Chae-won (김채원?)                             | Woollim          | 21      | 21      | 30      | 28      | 15      | 15      | 19      | 10      |
| Kim Min-ju (김민주?)                               | Urban Works      | 13      | 17      | 19      | 15      | 6       | 20      | 15      | 11      |
| Lee Chae-yeon (이채연?)                            | WM               | 29      | 10      | 10      | 10      | 17      | 12      | 3       | 12      |
| Han Cho-won (한초원?)                              | Cube             | 64      | 79      | 88      | 47      | 9       | 13      | 13      | 13      |
| Lee Ka-eun (이가은?)                               | Pledis           | 5       | 1       | 1       | 1       | 8       | 5       | 5       | 14      |
| Miho Miyazaki (宮崎美穂?) (미야자키 미호?)         | AKB48            | 17      | 16      | 15      | 21      | 27      | 1       | 2       | 15      |
| Juri Takahashi (高橋朱里?) (타카하시 쥬리?)        | AKB48            | 20      | 29      | 20      | 18      | 20      | 17      | 17      | 16      |
| Miyu Takeuchi (竹内美宥?) (타케우치 미유?)         | AKB48            | 39      | 11      | 8       | 11      | 30      | 4       | 6       | 17      |
| Miu Shitao (下尾みう?) (시타오 미우?)              | AKB48            | 41      | 45      | 39      | 36      | 22      | 6       | 10      | 18      |
| Park Hae-yoon (박해윤?)                            | FNC              | 59      | 35      | 43      | 43      | 18      | 18      | 20      | 19      |
| Miru Shiroma (白間美瑠?) (시로마 미루?)            | NMB48            | 9       | 22      | 13      | 16      | 13      | 14      | 8       | 20      |
| Kim Na-young (김나영?)                             | Banana Culture   | 55      | 63      | 58      | 38      | 21      | 21      | 21      |         |
| Sae Murase (村瀬紗英?) (무라세 사에?)              | NMB48            | 32      | 43      | 45      | 40      | 25      | 23      | 22      |         |
| Kim Do-ah (김도아?)                                | FENT             | 31      | 25      | 31      | 34      | 23      | 22      | 23      |         |
| Moe Goto (後藤萌咲?) (고토 모에?)                  | AKB48            | 16      | 8       | 6       | 6       | 28      | 24      | 24      |         |
| Jang Gyu-ri (장규리?)                              | Stone Music      | 6       | 14      | 14      | 17      | 26      | 25      | 25      |         |
| Huh Yun-jin (허윤진?)                              | Pledis           | 19      | 15      | 21      | 22      | 11      | 27      | 26      |         |
| Kim Si-hyeon (김시현?)                             | Yuehua           | 15      | 13      | 17      | 20      | 24      | 29      | 27      |         |
| Wang Yi-ren (王怡人) (왕이런?)                     | Yuehua           | 11      | 7       | 9       | 8       | 14      | 26      | 28      |         |
| Na Go-eun (나고은?)                                | RBW              | 36      | 20      | 28      | 29      | 29      | 28      | 29      |         |
| Lee Si-an (이시안?)                                | Stone Music      | 8       | 18      | 27      | 23      | 19      | 30      | 30      |         |
| Ko Yu-jin (고유진?)                                | Blockberry       | 24      | 34      | 26      | 26      | 31      |         |         |         |
| Son Eun-chae (손은채?)                             | Million Market   | 95      | 85      | 53      | 32      | 32      |         |         |         |
| Erii Chiba (千葉恵里?) (치바 에리이?)              | AKB48            | 27      | 38      | 23      | 24      | 33      |         |         |         |
| Mako Kojima (小嶋真子?) (코지마 마코?)             | AKB48            | 12      | 23      | 25      | 31      | 34      |         |         |         |
| Yoon Hae-sol (윤해솔?)                             | Music Works      | 40      | 50      | 55      | 52      | 35      |         |         |         |
| Bae Eun-yeong (배은영?)                            | Stone Music      | 18      | 30      | 34      | 37      | 36      |         |         |         |
| Chiyori Nakanishi (中西智代梨?) (나카니시 치요리?) | AKB48            | 22      | 37      | 40      | 39      | 37      |         |         |         |
| Tomu Muto (武藤十夢?) (무토 토무?)                 | AKB48            | 23      | 28      | 32      | 33      | 38      |         |         |         |
| Minami Sato (佐藤美波?) (사토 미나미?)             | AKB48            | 57      | 66      | 59      | 58      | 39      |         |         |         |
| Saho Iwatate (岩立沙穂?) (이와타테 사호?)          | AKB48            | 46      | 24      | 24      | 27      | 40      |         |         |         |
| Noe Yamada (山田野絵?) (야마다 노에?)              | NGT48            | 45      | 9       | 11      | 14      | 41      |         |         |         |
| Nanami Asai (浅井七海?) (아사이 나나미?)           | AKB48            | 26      | 41      | 42      | 46      | 42      |         |         |         |
| Kim So-hee (김소희?)                               | Woollim          | 48      | 44      | 48      | 50      | 43      |         |         |         |
| Kim Min-seo (김민서?)                              | HOW              | 62      | 39      | 47      | 53      | 44      |         |         |         |
| Bibian Murakawa (村川緋杏?) (무라카와 비비안?)     | HKT48            | 28      | 31      | 29      | 30      | 45      |         |         |         |
| Kim Hyun-ah (김현아?)                              | Collazoo Company | 67      | 72      | 64      | 55      | 46      |         |         |         |
| Kim Su-yun (김수윤?)                               | Woollim          | 58      | 51      | 54      | 57      | 47      |         |         |         |
| Lee Ha-eun (이하은?)                               | MNH              | 51      | 58      | 33      | 35      | 48      |         |         |         |
| Misaki Aramaki (荒巻美咲?) (아라마키 미사키?)      | HKT48            | 50      | 61      | 66      | 56      | 49      |         |         |         |
| Kim Cho-yeon (김초연?)                             | A team           | 68      | 75      | 37      | 41      | 50      |         |         |         |
| Lee Yu-jeong (이유정?)                             | CNC              | 33      | 48      | 49      | 49      | 51      |         |         |         |
| Aoi Motomura (本村碧唯?) (모토무라 아오이?)        | HKT48            | 37      | 42      | 36      | 44      | 52      |         |         |         |
| Park Min-ji (박민지?)                              | MND17            | 49      | 56      | 60      | 54      | 53      |         |         |         |
| Yu Min-young (유민영?)                             | HOW              | 86      | 32      | 46      | 51      | 54      |         |         |         |
| Park Seo-young (박서영?)                           | Indipendente     | 34      | 26      | 35      | 42      | 55      |         |         |         |
| Wang Ke (王珂) (왕크어?)                           | HOW              | 92      | 33      | 44      | 45      | 56      |         |         |         |
| Cho Ka-hyeon (조가현?)                             | Starship         | 65      | 36      | 38      | 48      | 57      |         |         |         |
| Jurina Matsui (松井珠理奈?) (마츠이 쥬리나?)       | SKE48            | 4       | 12      | 12      | 13      |         |         |         |         |
| Ikumi Nakano (中野郁海?) (나카노 이쿠미?)          | AKB48            | 43      | 53      | 50      | 59      |         |         |         |         |
| Hwang So-yeon (황소연?)                            | Wellmade Yedang  | 90      | 46      | 51      | 60      |         |         |         |         |
| Shin Su-hyun (신수현?)                             | Fave             | 42      | 57      | 62      | 61      |         |         |         |         |
| Kang Da-min (강다민?)                              | Wellmade Yedang  | 70      | 74      | 75      | 62      |         |         |         |         |
| Shinobu Mogi (茂木忍?) (모기 시노부?)              | AKB48            | 44      | 59      | 55      | 63      |         |         |         |         |
| Erina Oda (小田えりな?) (오다 에리나?)             | AKB48            | 56      | 67      | 69      | 64      |         |         |         |         |
| Yoon Eun-bin (윤은빈?)                             | CNC              | 54      | 68      | 65      | 65      |         |         |         |         |
| Choi Yeon-soo (최연수?)                            | YGKPlus          | 47      | 52      | 57      | 66      |         |         |         |         |
| Natsumi Matsuoka (松岡菜摘?) (마츠오카 나츠미?)    | HKT48            | 35      | 55      | 52      | 67      |         |         |         |         |
| Park Chan-ju (박찬주?)                             | MND17            | 85      | 69      | 71      | 68      |         |         |         |         |
| Park Jinny (박진희?)                               | Indipendente     | 52      | 49      | 61      | 69      |         |         |         |         |
| Kim Da-yeon (김다연?)                              | CNC              | 60      | 65      | 70      | 70      |         |         |         |         |
| Rena Hasegawa (長谷川玲奈?) (하세가와 레나?)       | NGT48            | 61      | 54      | 63      | 71      |         |         |         |         |
| Cho Ah-yeong (조아영?)                             | FNC              | 83      | 78      | 86      | 72      |         |         |         |         |
| Lee Seung-hyeon (이승현?)                          | WM               | 66      | 60      | 68      | 73      |         |         |         |         |
| Yuuka Kato (加藤夕夏?) (카토 유우카?)              | NMB48            | 71      | 73      | 73      | 74      |         |         |         |         |
| Kim Da-hye (김다혜?)                               | Banana Culture   | 80      | 89      | 78      | 75      |         |         |         |         |
| Mina Imada (今田美奈?) (이마다 미나?)              | HKT48            | 53      | 64      | 67      | 76      |         |         |         |         |
| Serika Nagano (永野芹佳?) (나가노 세리카?)         | AKB48            | 72      | 81      | 76      | 77      |         |         |         |         |
| Hong Ye-ji (홍예지?)                               | CNC              | 76      | 76      | 80      | 78      |         |         |         |         |
| Lee Chae-jeong (이채정?)                           | MND17            | 96      | 94      | 92      | 79      |         |         |         |         |
| Park Ji-eun (박지은?)                              | RBW              | 77      | 70      | 79      | 80      |         |         |         |         |
| Manami Ichikawa (市川愛美?) (이치카와 마나미?)     | AKB48            | 79      | 83      | 87      | 81      |         |         |         |         |
| Alex Christine (알렉스 크리스틴?)                  | ZB Label         | 88      | 86      | 85      | 82      |         |         |         |         |
| Sae Kurihara (栗原紗英?) (쿠리하라 사에?)          | HKT48            | 73      | 84      | 81      | 83      |         |         |         |         |
| Cho Yeong-in (조영인?)                             | WM               | 74      | 62      | 74      | 84      |         |         |         |         |
| Yuka Asai (浅井裕華?) (아사이 유우카?)             | SKE48            | 69      | 80      | 83      | 85      |         |         |         |         |
| Ahn Ye-won (안예원?)                               | YGKPlus          | 82      | 88      | 84      | 86      |         |         |         |         |
| Kokoro Naiki (内木志?) (나이키 코코로?)            | NMB48            | 75      | 82      | 82      | 87      |         |         |         |         |
| Kim Yu-bin (김유빈?)                               | CNC              | 90      | 93      | 93      | 88      |         |         |         |         |
| Cho Sa-rang (조사랑?)                              | Million Market   | 89      | 90      | 91      | 89      |         |         |         |         |
| Choi So-eun (최소은?)                              | Music Works      | 86      | 92      | 89      | 90      |         |         |         |         |
| Ayana Shinozaki (篠崎彩奈?) (시노자키 아야나?)     | AKB48            | 84      | 87      | 77      | 91      |         |         |         |         |
| Won Seo-yeon (원서연?)                             | MMO              | 81      | 77      | 90      | 92      |         |         |         |         |
| Miku Tanaka (田中美久?) (타나카 미쿠?))            | HKT48            | 63      | 71      | 72      |         |         |         |         |         |
| Amane Tsukiashi (月足天音?) (츠키아시 아마네?)     | HKT48            | 78      | 91      |         |         |         |         |         |         |
| Cocona Umeyama (梅山恋和?) (우메야마 코코나?)      | NMB48            | 94      | 95      |         |         |         |         |         |         |
| Azusa Uemura (植村梓?) (우에무라 아즈사?)          | NMB48            | 93      | 96      |         |         |         |         |         |         |

## Discografia

### EP
| Titolo                                                                                       | Anno | Posizione massima | Posizione massima | Posizione massima | Vendite      |
| Titolo                                                                                       | Anno | JPN Hot           | JPN Dig           | US World          | Vendite      |
| -------------------------------------------------------------------------------------------- | ---- | ----------------- | ----------------- | ----------------- | ------------ |
| 30 Girls 6 Concepts                                                                          | 2018 | 14                | 7                 | 9                 | - JPN: 2 473 |
| Produce 48 – Final                                                                           | 2018 | 22                | —                 | —                 |              |
| "—" indica che la canzone non si è classificata o non è stata pubblicata in quel territorio. |      |                   |                   |                   |              |

### Singoli e brani musicali in classifica
| Titolo                                                                                       | Anno | Posizione massima | Posizione massima | Album               |
| Titolo                                                                                       | Anno | KOR               | KOR Hot 100       | Album               |
| -------------------------------------------------------------------------------------------- | ---- | ----------------- | ----------------- | ------------------- |
| Nekkoya (Pick Me)                                                                            | 2018 | —                 | —                 | singolo             |
| Rollin' Rollin'                                                                              | 2018 | 66                | 96                | 30 Girls 6 Concepts |
| To Reach You                                                                                 | 2018 | 57                | 11                | 30 Girls 6 Concepts |
| Rumor                                                                                        | 2018 | 24                | 7                 | 30 Girls 6 Concepts |
| See You Again                                                                                | 2018 | 80                | 70                | 30 Girls 6 Concepts |
| 1000%                                                                                        | 2018 | 70                | 87                | 30 Girls 6 Concepts |
| I Am                                                                                         | 2018 | 92                | 90                | 30 Girls 6 Concepts |
| "—" indica che la canzone non si è classificata o non è stata pubblicata in quel territorio. |      |                   |                   |                     |

## Ascolti
| N° episodio | Data di trasmissione | Share medio         | Share medio                | Share medio |
| N° episodio | Data di trasmissione | AGB Nielsen         | AGB Nielsen                |             |
| N° episodio | Data di trasmissione | A livello nazionale | Area metropolitana di Seul |             |
| ----------- | -------------------- | ------------------- | -------------------------- | ----------- |
| 1           | 15 giugno 2018       | 1,132%              | –                          |             |
| 2           | 22 giugno 2018       | 1,913%              | 1,768%                     |             |
| 3           | 29 giugno 2018       | 1,999%              | 2,098%                     |             |
| 4           | 6 luglio 2018        | 2,833%              | 3,068%                     |             |
| 5           | 13 luglio 2018       | 2,538%              | 2,732%                     |             |
| 6           | 20 luglio 2018       | 2,479%              | 3,080%                     |             |
| 7           | 27 luglio 2018       | 2,075%              | 2,266%                     |             |
| 8           | 3 agosto 2018        | 2,397%              | 2,399%                     |             |
| 9           | 10 agosto 2018       | 2,561%              | 2,790%                     |             |
| 10          | 17 agosto 2018       | 2,594%              | 3,087%                     |             |
| 11          | 24 agosto 2018       | 2,435%              | 2,556%                     |             |
| 12          | 31 agosto 2018       | 3,085%              | 3,299%                     |             |
| Media       | Media                | 2,338%              | N/A                        |             |